# Greatest Hits (Kylie Minogue)
Kylie Minogue's Greatest Hits è una raccolta dei successi della cantante australiana Kylie Minogue, pubblicato nel 1992. Oltre a tre inediti, registrati appositamente, l'album contiene 19 brani, estratti dai suoi precedenti album Kylie, Enjoy Yourself, Rhythm of Love e Let's Get to It. 

## Descrizione
È la prima raccolta ufficiale di Kylie Minogue, di tutti i suoi successi, compresi anche quelli fuori Europa come Turn It Into Love e It's No Secret. Questa raccolta segna la fine dell'amicizia professionale tra la cantante e il team SAW, che lascerà in seguito al contratto con la Deconstruction Records. Ottiene buon successo, nonostante i singoli promotori (What Kind Of Fool e Celebration) non siano stati considerevoli successi, permanendo nella Top10 inglese per ben 10 settimane con lo status di Platinum. Vende nel mondo circa due milioni di copie, ma verrà surclassato in fatto di vendite dalla successiva raccolta Ultimate Kylie del 2004.
Nel 2002 vedrà una ripubblicazione con una nuova copertina, un bonus disc di remix e la variazione di tracklist: i singoli non verranno più messi in ordine cronologico e verranno introdotte le B-side Made In Heaven e Say The Word a discapito di Turn It Into Love e It's No Secret.

## Tracce
1. I Should Be So Lucky – 3:24 (Mike Stock, Matt Aitken, Pete Waterman)
2. Got to Be Certain – 3:17 (Mike Stock, Matt Aitken, Pete Waterman)
3. The Locomotion – 3:12 (Gerry Goffin, Carole King)
4. Je Ne Sais Pas Pourquoi – 4:01 (Mike Stock, Matt Aitken, Pete Waterman)
5. Especially for You (duet with Jason Donovan) – 3:58 (Mike Stock, Matt Aitken, Pete Waterman)
6. Turn It into Love – 3:37 (Mike Stock, Matt Aitken, Pete Waterman)
7. It's No Secret – 3:55 (Mike Stock, Matt Aitken, Pete Waterman)
8. Hand on Your Heart – 3:54 (Mike Stock, Matt Aitken, Pete Waterman)
9. Wouldn't Change a Thing – 3:17 (Mike Stock, Matt Aitken, Pete Waterman)
10. Never Too Late – 3:27 (Mike Stock, Matt Aitken, Pete Waterman)
11. Tears on My Pillow – 2:33 (Sylvester Bradford, Al Lewis)
12. Better the Devil You Know – 3:54 (Mike Stock, Matt Aitken, Pete Waterman)
13. Step Back in Time – 3:05 (Mike Stock, Matt Aitken, Pete Waterman)
14. What Do I Have to Do – 3:33 (Mike Stock, Matt Aitken, Pete Waterman)
15. Shocked – 3:10 (Mike Stock, Matt Aitken, Pete Waterman)
16. Word Is Out – 3:34 (Mike Stock, Pete Waterman)
17. If You Were with Me Now (with Keith Washington) – 3:11 (Kylie Minogue, Mike Stock, Pete Waterman, Keith Washington)
18. Give Me Just a Little More Time – 3:07 (Ronald Dunbar, Edyth Wayne)
19. Finer Feelings – 3:45 (Mike Stock, Pete Waterman)
20. What Kind of Fool (Heard All That Before) – 3:44 (Mike Stock, Kylie Minogue, Pete Waterman)
21. Where In The World – 3:20 (Mike Stock, Kylie Minogue, Pete Waterman)
22. Celebration – 3:55 (Claydes Smith, Dennis Thomas, Eumir Deodato, George Brown, J.T. Taylor, Robert Bell, Robert Mickens, Ronald Bell)

## Greatest Video Hits
| No. | Titolo                                            | Regista       | Durata |
| --- | ------------------------------------------------- | ------------- | ------ |
| 1.  | "I Should Be So Lucky"                            | Chris Langman | 3:23   |
| 2.  | "Got to Be Certain"                               | Langman       | 3:20   |
| 3.  | "The Loco-Motion" (7" mix)                        | Langman       | 3:14   |
| 4.  | "Je Ne Sais Pas Pourquoi"                         | Langman       | 4:22   |
| 5.  | "It's No Secret"                                  | Langman       | 4:43   |
| 6.  | "Especially for You" (with Jason Donovan)         | Langman       | 3:58   |
| 7.  | "Hand on Your Heart" (video mix)                  | Langman       | 3:49   |
| 8.  | "Wouldn't Change a Thing"                         | Pete Cornish  | 3:14   |
| 9.  | "Never Too Late"                                  | Cornish       | 3:23   |
| 10. | "Tears on My Pillow"                              | Cornish       | 2:28   |
| 11. | "Better the Devil You Know"                       | Paul Goldman  | 3:55   |
| 12. | "Step Back in Time"                               | Nick Egan     | 3:05   |
| 13. | "What Do I Have to Do" (7" mix)                   | Dave Hogan    | 3:44   |
| 14. | "Shocked" (DNA 7" mix)                            | Hogan         | 3:10   |
| 15. | "Word Is Out"                                     | James LeBon   | 3:35   |
| 16. | "If You Were with Me Now" (with Keith Washington) | Greg Masuak   | 3:11   |
| 17. | "Give Me Just a Little More Time"                 | Masuak        | 3:07   |
| 18. | "Finer Feelings" (Brothers in Rhythm 7" mix)      | Hogan         | 3:53   |
| 19. | "What Kind of Fool (Heard All That Before)"       | Masuak        | 3:41   |

| No. | Titolo        | Regista | Durata |
| --- | ------------- | ------- | ------ |
| 20. | "Celebration" | Masuak  | 3:57   |